# فالنتينو
فالنتينو س.ب.ا هي شركة ملابس تأسست في عام 1959 من قبل فالنتينو غارافاني في الوقت الحاضر هي جزء من مجموعة أزياء فالنتينو. استلم كل من ماريا غراتسيا شيوري وبيير باولو بيكيولي بإدارتهما الخلاقة مقعد اليساندرا فاكينيتي كمصمم مبدع. يقع المقر الرئيسي لفالنتينو في ميلانو.